# Лейциноз
Лейциноз, також хвороба кленового сиропу, валінолейцинурія, кетоацидурія кислот із розгалуженим ланцюгом, (англ. Maple syrup urine disease) — вроджене порушення обміну амінокислот з автосомно-рецесивним типом успадкування. Хвороба зустрічається з частотою 1:216.000, частота захворювання в Грузії 1:123.000, у менонітів 1:760, які належать до релігійної меншини американського штату Пенсільванія.

## Етіологія
Причиною хвороби є дефект гену в 19 хромосомі, що кодує дигідроліпоїлдегідрогеназу, яка відіграє важливу роль у реакціях гліколізу, в цитратному циклі і катаболізмі амінокислот. Дигідроліпоїлдегідрогеназа забезпечує окисне декарбоксилування амінокислот з розгалуженими ланцюгами — лейцину, ізолейцину і валіну. У хворих значно сповільнюється розпад цих розгалужених амінокислот, що поступають з продуктами харчування і це призводить до накопичення їх в крові та внутрішніх органах. Найбільш токсичною є дія лейцину. Рівень амінокислот і їх попередників, а також кетонових тіл збільшуються в багато разів в крові і сечі. Крім того розвивається гіпоглікемія, метаболічного ацидоз (pH рові нижче 7,36), порушується виведення сечової кислоти, сповільнюється процес мієлінізації.

## Клінічні прояви
Уже в перші дні-тижні життя хворі немовлята відмовляються від їжі, з'являється апатія, гіпоглікемія, опістотонус, різкий крик, м'язова гіпотонія чи м'язова ригідність, напади судом. При відсутності адекватної допомоги розвивається кома. Недіагностований лейциноз призводить до розвитку класичного варіанту хвороби кленового сиропу і уже за кілька днів (приблизно на 7-15-й день) виникають важкі незворотні ушкодження головного мозку. Якщо лікування не проводиться, то протягом короткого часу наступає смерть.
Сеча має пряно-солодкий запах подібно до кленового сиропу, запах порошку каррі чи пересмаженого цукру.

## Варіанти перебігу
- Класичний перебіг

Ця форма зустрічається найчастіше. Залишкова активність ферменту становить менше ніж 2 % і перші клінічні симптоми з'являються уже протягом перших кількох днів.
- Проміжний перебіг.

Активність ферменту лежить в межах 5-20 %. Діапазон ушкоджень може бути від легкого відставання в психічному розвитку до ідіотії.
- Інтермітуючий перебіг.

Активність ферменту — 3-30 %. Ця форма проявляється у віці 12-24 місяців при посиленому розпаді білка (наприклад під час інфекційних хвороб) і у разі вживання великої кількості білків. З'являються порушення координації рухів (атаксії), судоми, кома. У міжкризові періоди такі хворі нічим не відрізняються від здорових.
- Тіамінзалежний перебіг.

Активність ферменту підвищується при великих дозах тіаміну (100—1000 мг/24 год). При цій формі, як правило, не потрібно обмежувати вживання білка.

## Діагностика
Пренатально можливо встановити дефект ферменту в клітинах амніону.
Дихальний тест з міченим ізотопом 13C для виявлення потреби в лейцині.
Проба на переносимість лейцину: перорально лейцин у дозі 150 мг/кг вміст глюкози крові знижується вдвічі, а інсуліну підвищується.
2,4-динітрофенілгідразин в сечі (яскраво червона реакція на BCAA).
У міжкризовий період рівень амінокислот при інтермітуючій формі в межах норми.

## Лікування
Якщо хвора дитина не буде переведена відразу після перших проявів хвороби на спеціальну дієту з низьким вмістом лейцину, ізолейцину і валіну, то це призведе до грубих порушень з боку ЦНС, відставання в психічному розвитку, летального кінця (особливо при класичному варіанті перебігу).
При найменшій підозрі у перші дні життя слід припинити вживання білків.

### Початкова терапія у новонароджених
При гострій інтоксикації лейцином проводиться перитонеальний діаліз, плазмаферез, безперервна атріовенозна гемофільтрація з метою зниження рівня цієї амінокислоти <0.5 ммоль/л.
Компенсація ацидозу і лікування гіпоглікемії проводиться інсуліном та розчином глюкози.
Введення жиро-вуглеводно-електролітних сумішей проводиться через назогастральний зонд.
Нормалізації рівня ізолейцину слід досягти протягом двох-трьох діб, лейцину протягом восьми-десяти днів.

### Тривале лікування
Натуральні продукти в поєднанні з амінкислотною сумішшю без розгалужених амінокислот з пожиттєвим контролем рівня лейцину в плазмі крові.
Опосередковано, контроль рівня лейцину проводиться шляхом аналізу сечі на наявність кетонових тіл.

### В ранньому дитячому віці
- Вживати білкові продукти виключно рослинного походження.
- Уникати тривалих нічних голодувань, прийом їжі між 22-24 годинами протягом перших кількох років життя.
- У віці більше одного року вранці і ввечері вуглеводне пиття.
- Дозволяється вживати фрукти і овочі з низьким вмістом лейцину менше 50 мг/100г.

Фрукти: яблука, абрикоси, вишні, виноград, грейпфрут, мандарини, апельсини, сливи, ананаси, персики, суниці, малини.
Овочі: артишоки, квасоля, червоні буряки, білокачанна капуста, морква, огірки, зелений салат, цибуля, перець, помідори, баклажани, варена спаржа.

### В дошкільному і шкільному віці
- При легких інфекціях екстрена програма: різке зниження вживання лейцинвмісних продуктів.
- По можливості відмовитися від прийому лейцинвмісних лікарських засобів.

## Прогноз
Вирішальне значення має час встановлення діагнозу від перших проявів.
При вчасній постановці діагнозу шанси на виживання добрі, хоча можливі пошкодження головного мозку і розумова відсталість.